# Séjour dans les Monts Fuchun
 (juin 2012).
Si vous disposez d'ouvrages ou d'articles de référence ou si vous connaissez des sites web de qualité traitant du thème abordé ici, merci de compléter l'article en donnant les références utiles à sa vérifiabilité et en les liant à la section « Notes et références ».
Pour l’article homonyme, voir Séjour dans les monts Fuchun (film).
Séjour dans les Monts Fuchun (chinois : 富春山居圖 ; pinyin : fùchūn shān jū tú) est un rouleau horizontal peint entre 1348 et 1350 par l'artiste chinois Huang Gongwang (1269–1354), sous la dynastie Yuan. Il s'agit d'une des rares œuvres de l'artiste à nous être parvenue. 
Endommagée par le feu en 1650, elle a été divisée en deux fragments. Le principal se trouve au musée national du palais de Taipei, le second, bien plus petit, au musée provincial du Zhejiang (en), à Hangzhou.

## Genèse de l'œuvre
Séjour dans les Monts Fuchun est considéré comme l'un des plus grands chefs-d'œuvre survivant du peintre chinois Huang Gongwang (1269–1354). Ce n'est qu'à l'âge de 50 ans qu'il étudie sérieusement la peinture. En 1347, il déménage et s'établit dans les Monts Fuchun, au sud-ouest de Hangzhou, le long de la rive nord du Qiantang, où il passe les dernières années de sa vie. Là, il réalise une série de tableaux sur le paysage naturel, dont Séjour dans les Monts Fuchun, commencé en 1348, et qu'il mit trois ans à achever.
Le style de ce rouleau horizontal remonte à Dong Yuan et Juran des Cinq Dynasties et, plus proche de nous, à son contemporain, Zhao Mengfu. La peinture reflète la multiplication de techniques calligraphiques dans la peinture et l'esprit de l'art des lettrés en mettant l'accent sur l'expression d'idées et sur la pratique du pinceau à main levée, pour créer un nouveau domaine de la peinture à l'encre monochrome. Cette œuvre a également influencé la peinture de paysage des dynasties Ming et Qing. Sa valeur tient en grande partie dans sa capacité à puiser dans le passé et, de ce fait, à inspirer les générations futures dans la tradition de la peinture lettrée chinoise.

## Historique de conservation
En 1350, Huang Gongwang offre le rouleau à un prêtre taoiste.
Un siècle plus tard, Shen Zhou (1427–1509), peintre  de la dynastie Ming l'acquiert et l'envoie à un calligraphe dont on ignore l'identité, choix étrange, Shen Zhou étant lui-même un excellent calligraphe. Cependant, le fils de cet artiste récupére la peinture, qui se retrouvera après quelques changements de main, sur le marché où elle est vendue à un prix très élevé. Ne pouvant débourser cette somme, Shen Zhou ne peut rien faire si ce n'est d'en réaliser une copie . Celle-ci est devenue la plus connue et la plus acclamée.
Peu de temps après avoir réalisé cette copie, Shen Zhou la confie à Fan Shunju (樊舜举), un fonctionnaire de ses amis, qui part alors à la recherche de l'exemplaire authentique. Une fois qu'il le trouve, il l'achète pour une coquette somme et invite Shen Zhou à la calligraphier. Shen Zhou note alors à la fin du manuscrit l'histoire de la perte et de la redécouverte de la peinture.
Au fil des siècles, Séjour dans les Monts Fuchun connait de nombreux propriétaires dont Tan Zhiyi (谈志伊), Dong Qichang (董其昌) et Wu Zhengzhi (吴正志). À la mort de Wu Zhengzhi, son troisième fils Wu Hongyu (吴洪裕) la reçoit en héritage: il est si épris du tableau que lorsqu'il part en retraite, il laisse derrière lui tous ses biens à l'exclusion de ce tableau et d'une copie par Maître Zhiyong (智永法师) du Classique des Mille Caractères'. Il demande que les oeuvres soient brûlées peu de temps avant sa mort, afin qu'il puisse les emmener avec lui dans l'au-delà.

### Incendie et division de l'œuvre
Heureusement, le neveu de Wu Hongyu, Wu Jing'an, sauve la peinture alors qu'elle est déjà en flamme et déchirée en deux. La plus petite partie, mesurant un peu plus de 50 centimètres, est par la suite connue sous le nom de « Peinture de La Montagne qui reste » (剩山圖, shèng shān tú). Après être passée entre les mains de nombreux collectionneurs, elle entre en possession de Wu Hufan (zh) (吴湖帆), peintre et collectionneur, durant les années 1940. En 1956, elle se retrouve finalement au musée provincial du Zhejiang (en) à Hangzhou.
Le voyage de la partie la plus importante, connue sous le nom de « Rouleau du maître Wuyong » (無用師卷, wúyòng shī juàn), s'achève au musée national du palais de Taipei.

### Exposition de 2011
En 2011, à l'occasion d'une exposition à Taipei, les deux fragments sont réunis pour la première fois depuis 1650.